# Holy Diver – Live
Holy Diver — Live — концертный альбом, CD и DVD, группы Dio, издан в 2006 году.
На Holy Diver — Live группа исполнила все песни из одноимённого диска 1983 года в той же последовательности, что и на оригинале. Следует понимать, что это современная запись песен альбома Holy Diver, а не архивный материал с турне Holy Diver. Второй диск включает в себя сет-лист песен исполнявшихся после титульного набора композиций и преимущественно охватывает период Rainbow / Black Sabbath.

## Треки наCD

### Диск 1
| №  | Название                     | Автор(ы)                      | Длительность |
| -- | ---------------------------- | ----------------------------- | ------------ |
| 1. | «Stand Up and Shout»         | Ронни Джеймс Дио, Джимми Бэйн | 4:33         |
| 2. | «Holy Diver»                 | Дио                           | 4:46         |
| 3. | «Gypsy»                      | Дио, Вивиан Кэмпбелл          | 9:46         |
| 4. | «Caught in the Middle»       | Дио, Винни Апписи, Кэмпбелл   | 4:51         |
| 5. | «Don’t Talk to Strangers»    | Дио                           | 5:11         |
| 6. | «Straight Through the Heart» | Дио, Бэйн                     | 4:37         |
| 7. | «Invisible»                  | Дио, Апписи                   | 5:17         |
| 8. | «Rainbow in the Dark»        | Дио, Бэйн, Апписи, Кэмпбелл   | 4:46         |
| 9. | «Shame on the Night»         | Дио, Бэйн, Апписи, Кэмпбелл   | 16:58        |

### Диск 2
| №  | Название                         | Автор(ы)                                  | Длительность |
| -- | -------------------------------- | ----------------------------------------- | ------------ |
| 1. | «Tarot Woman»                    | Ричи Блэкмор, Ронни Джеймс Дио            | 6:53         |
| 2. | «The Sign of the Southern Cross» | Гизер Батлер, Дио                         | 7:44         |
| 3. | «One Night in the City»          | Дио, Кэмпбелл, Бэйн, Апписи               | 6:10         |
| 4. | «Gates of Babylon»               | Блэкмор, Дио                              | 8:23         |
| 5. | «Heaven and Hell»                | Дио, Тони Айомми, Гизер Батлер, Билл Уорд | 11:25        |
| 6. | «Man on the Silver Mountain»     | Блэкмор, Дио                              | 4:14         |
| 7. | «Long Live Rock ’N’ Roll»        | Блэкмор, Дио                              | 6:14         |
| 8. | «We Rock»                        | Дио                                       | 6:21         |

## Издание наDVD
| №   | Название                         | Длительность |
| --- | -------------------------------- | ------------ |
| 1.  | «Tarot Woman»                    |              |
| 2.  | «The Sign of the Southern Cross» |              |
| 3.  | «One Night in the City»          |              |
| 4.  | «Stand Up and Shout»             |              |
| 5.  | «Holy Diver»                     |              |
| 6.  | «Gypsy»                          |              |
| 7.  | «Caught in the Middle»           |              |
| 8.  | «Don’t Talk to Strangers»        |              |
| 9.  | «Straight Through the Heart»     |              |
| 10. | «Invisible»                      |              |
| 11. | «Rainbow in the Dark»            |              |
| 12. | «Shame on the Night»             |              |
| 13. | «Gates of Babylon»               |              |
| 14. | «Heaven and Hell»                |              |
| 15. | «Man on the Silver Mountain»     |              |
| 16. | «Long Live Rock ’N’ Roll»        |              |
| 17. | «We Rock»                        |              |
| 18. | «Bonus Feature – Interviews»     |              |

## Участники записи
- Ронни Джеймс Дио — вокал
- Даг Олдрич — соло-гитара
- Скотт Уоррен — клавишные
- Руди Сарзо — бас-гитара
- Саймон Райт — ударные